# Rainsburg
Rainsburg  è una borough degli Stati Uniti d'America, nella contea di Bedford nello Stato della Pennsylvania. Secondo il censimento del 2000 la popolazione è di 146 abitanti.

## Società

### Evoluzione demografica
La composizione etnica vede un'esclusività della razza bianca (100,00%), dati del 2000.
| borough di Rainsburg Popolazione |     |
| 2000                             | 146 |
| Stima al 2009                    | 138 |